# ریجنتز پارک
ریجنتز پارک (انگلیسی: Regent's Park) یک پارک سطنتی در شمال غربی شهر لندن است.
این پارک که در شهر وست‌مینستر و منطقه کمدن لندن قرار دارد داری ۱۷۰ هکتار وسعت می‌باشد. مسجد مرکزی لندن در ریجنتز پارک قرار دارد.
ریجنتز پارک امکانات انجام ورزش‌هایی همچون تنیس، نتبال، دو و میدانی، کریکت، سافتبال، راندرز، فوتبال، هاکی، فوتبال استرالیایی، راگبی، التیمیت فریزبی و دو را دارا می‌باشد.

## نگارخانه

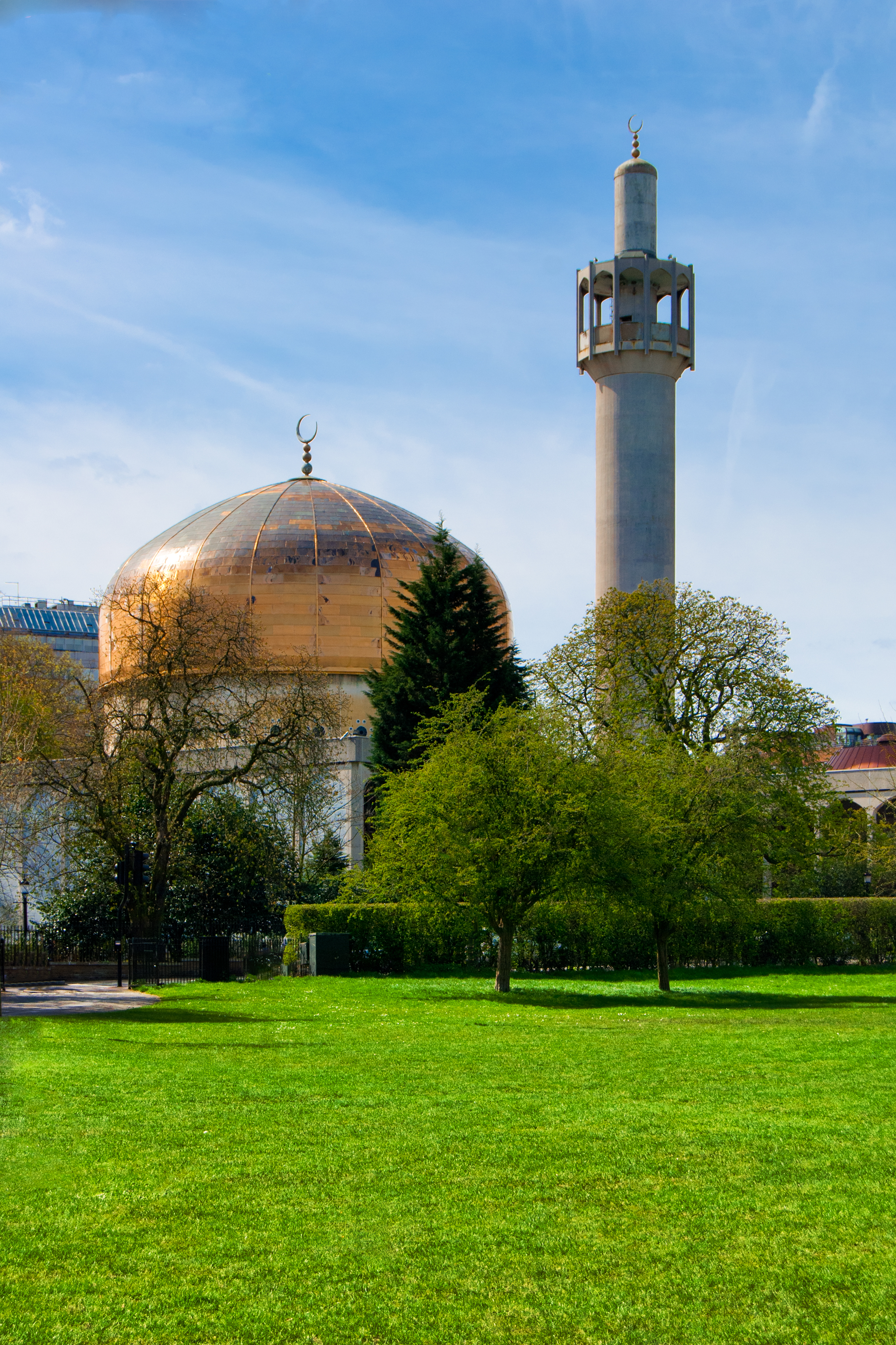
مسجد مرکزی لندن
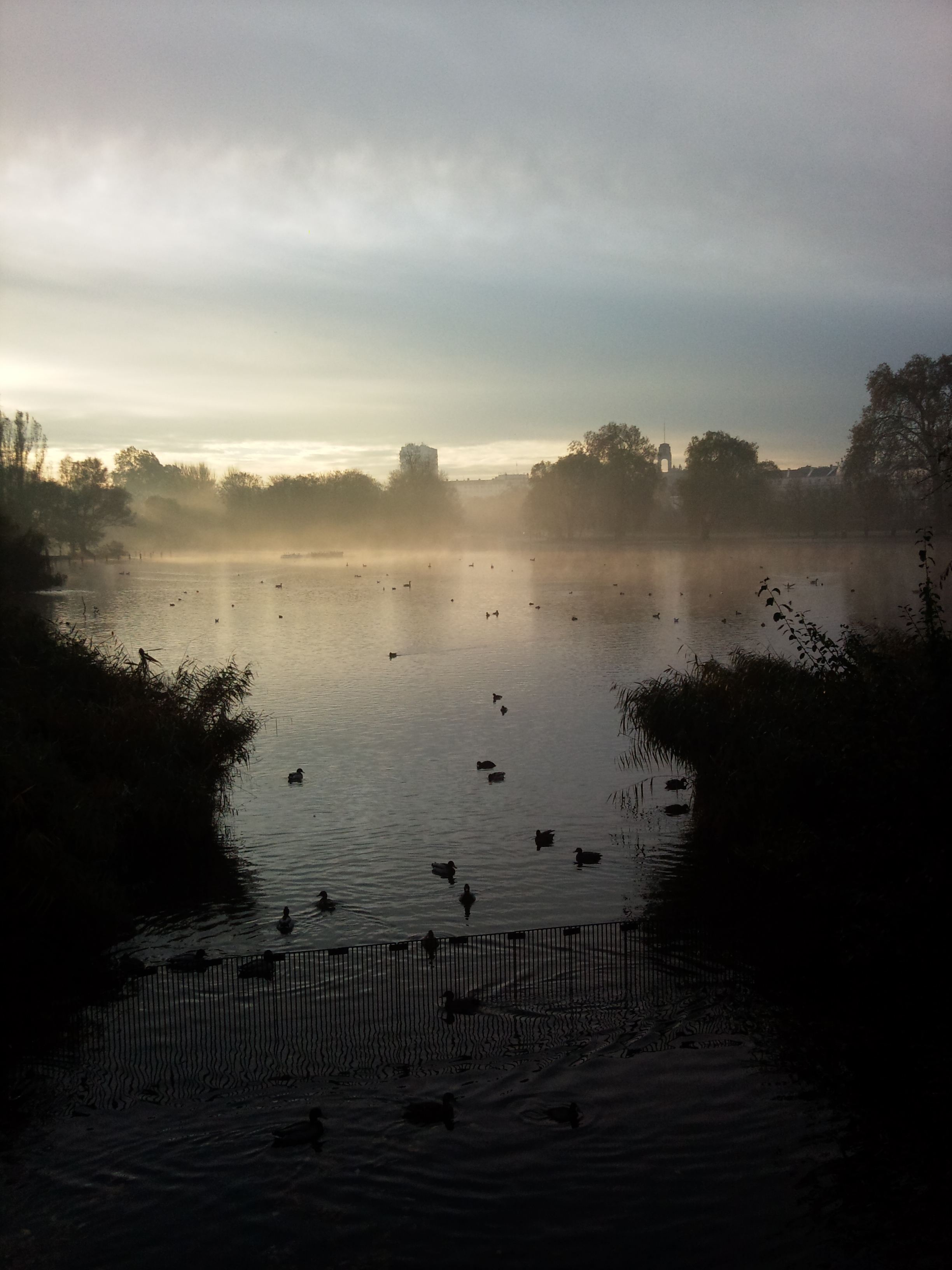
دریاچه ریجنتز پارک
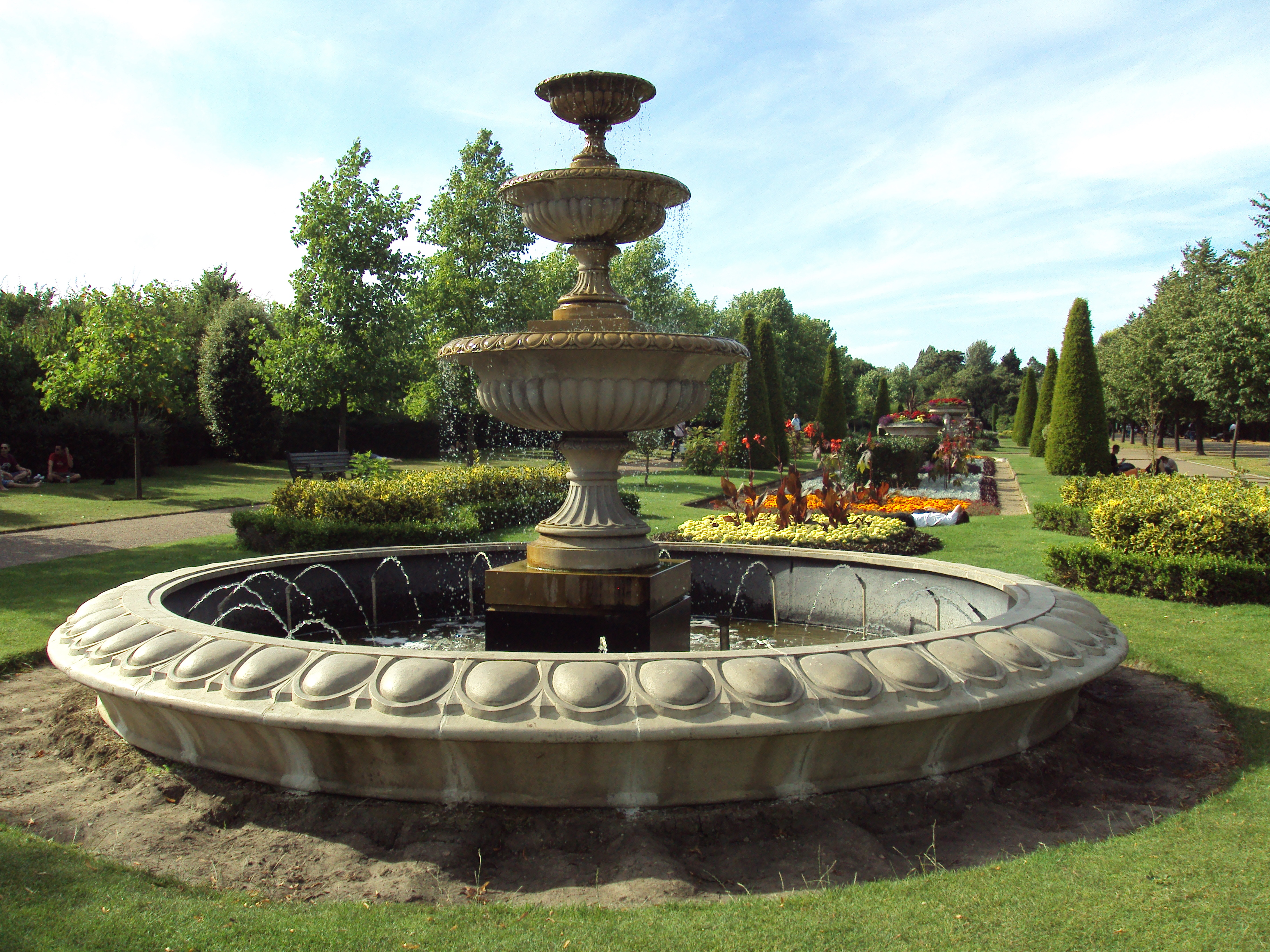
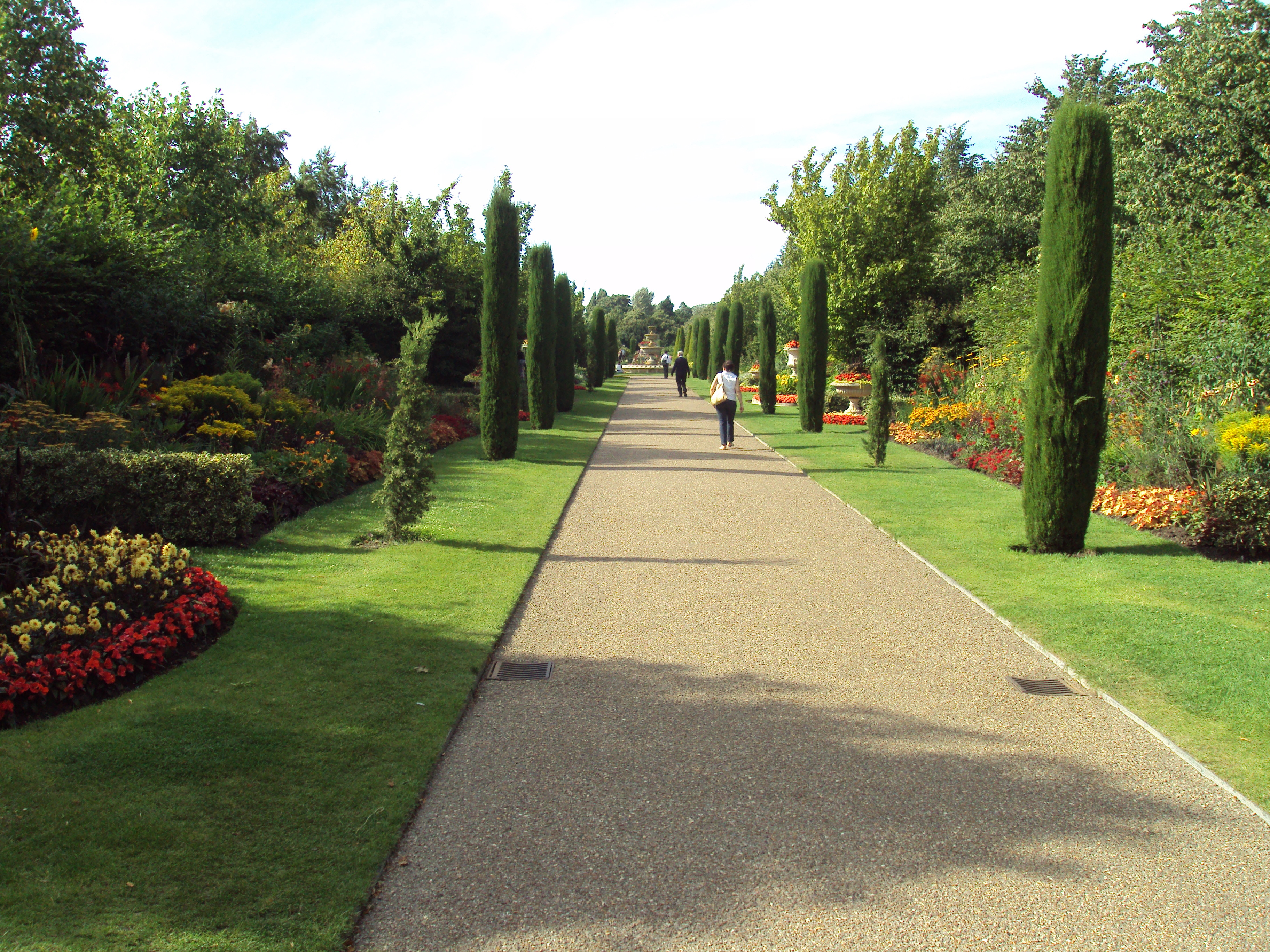
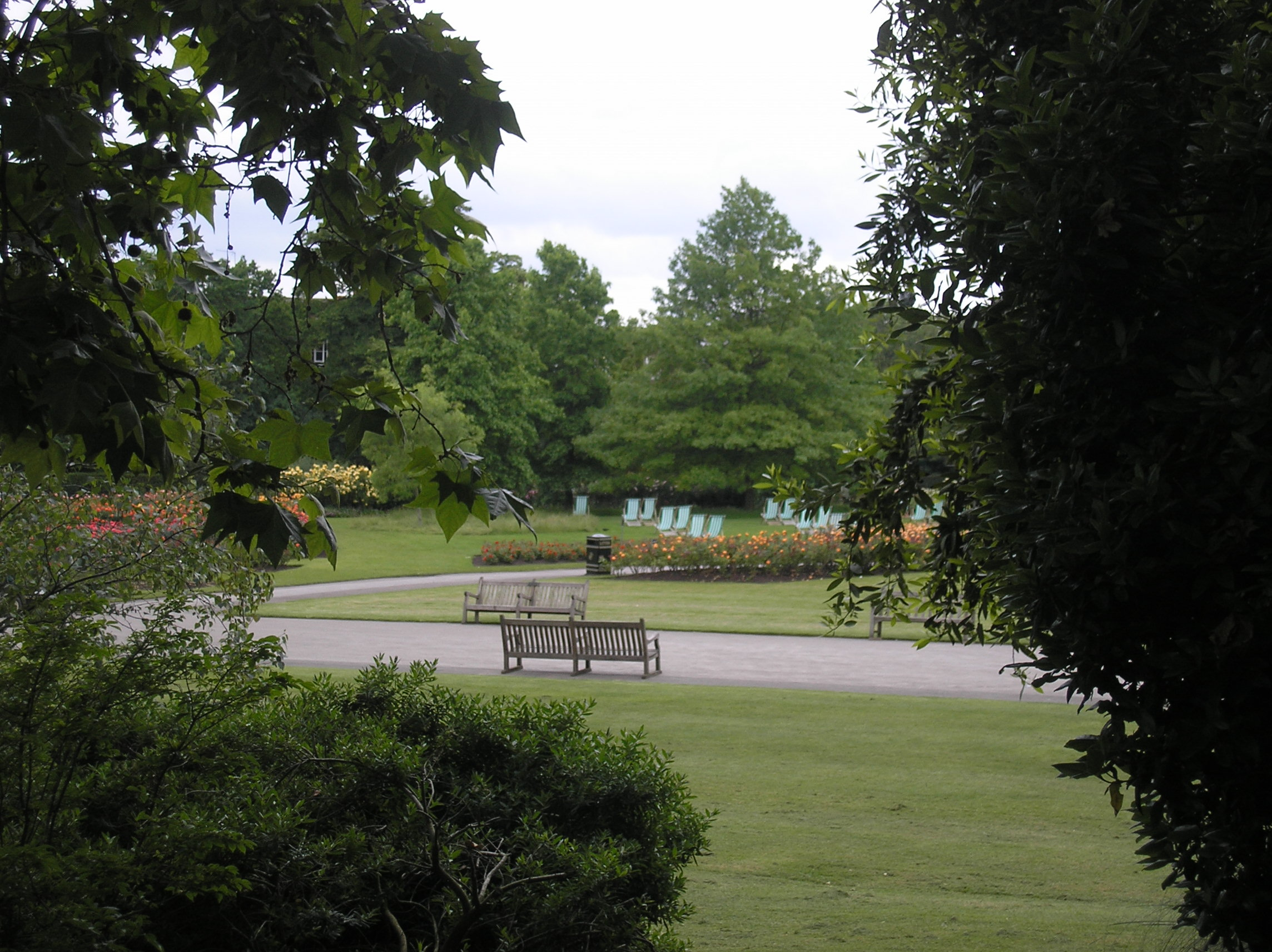
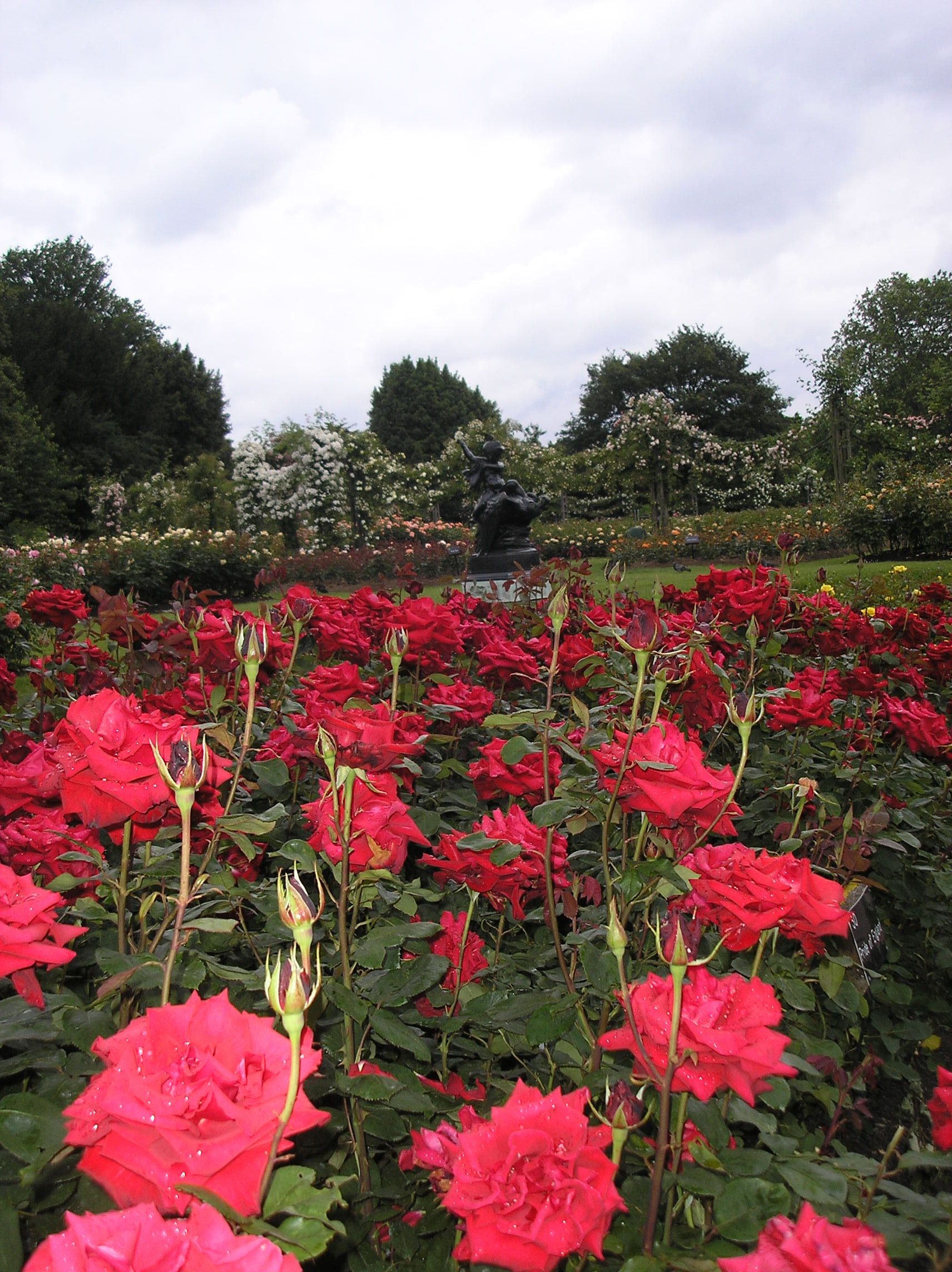
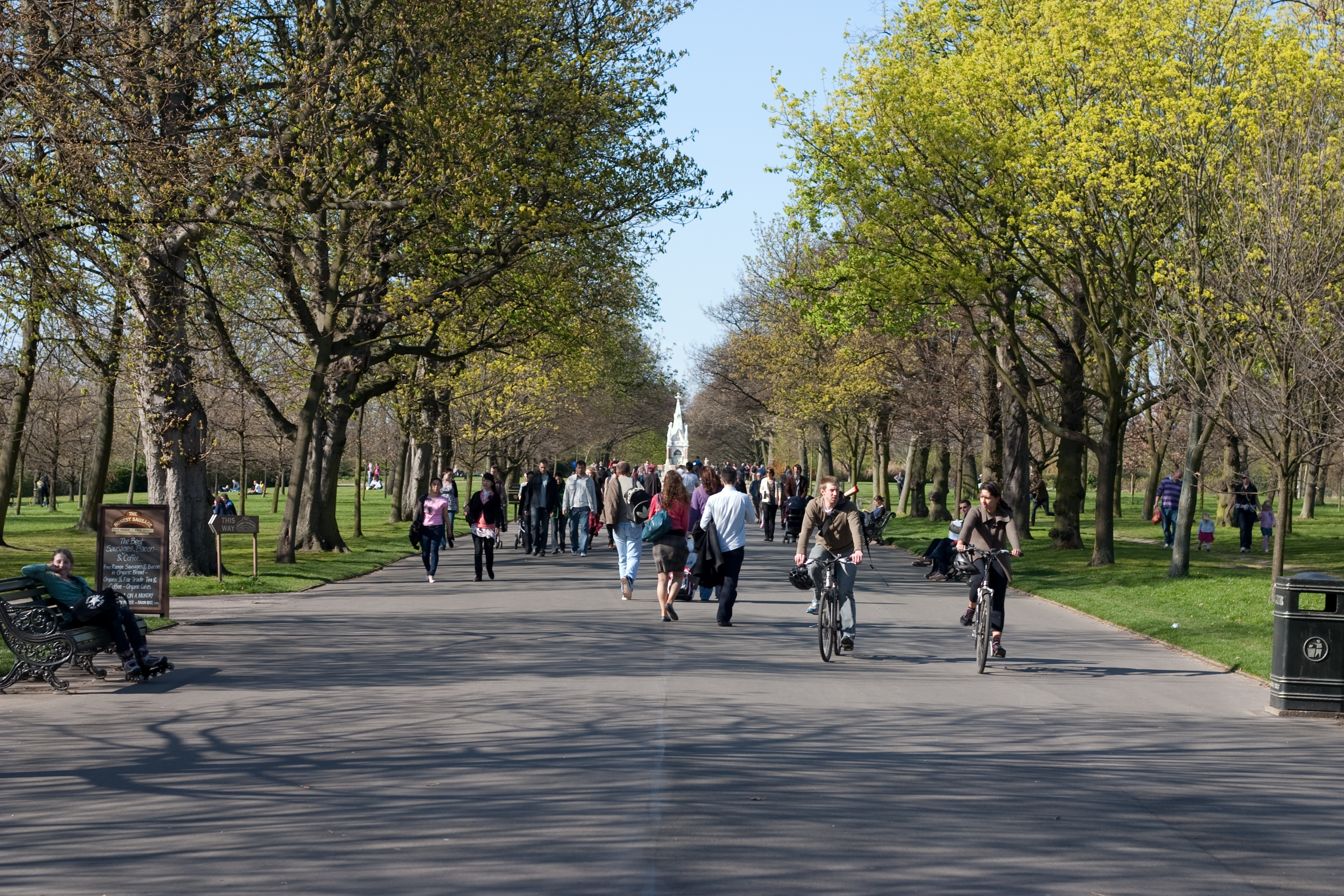
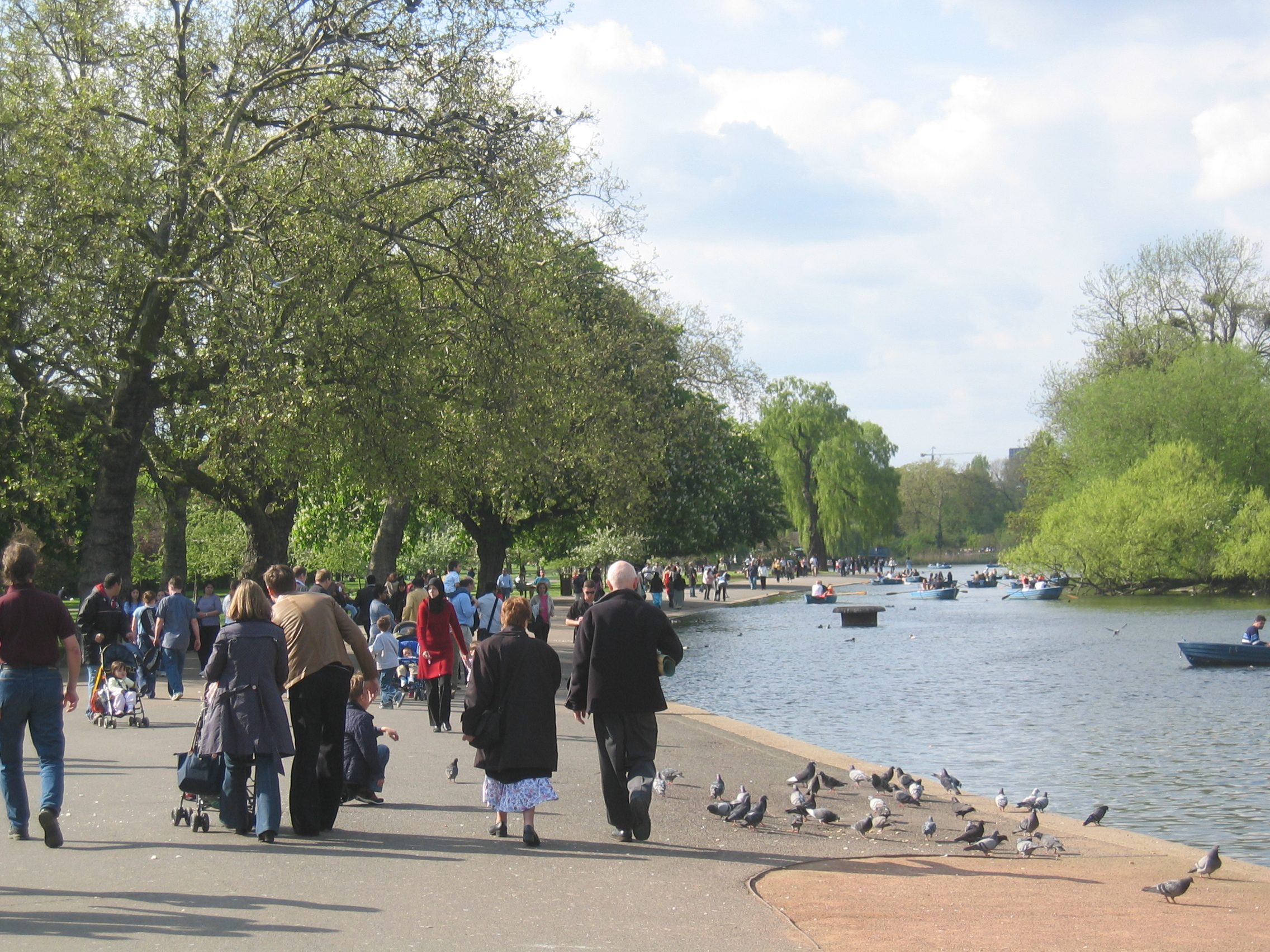
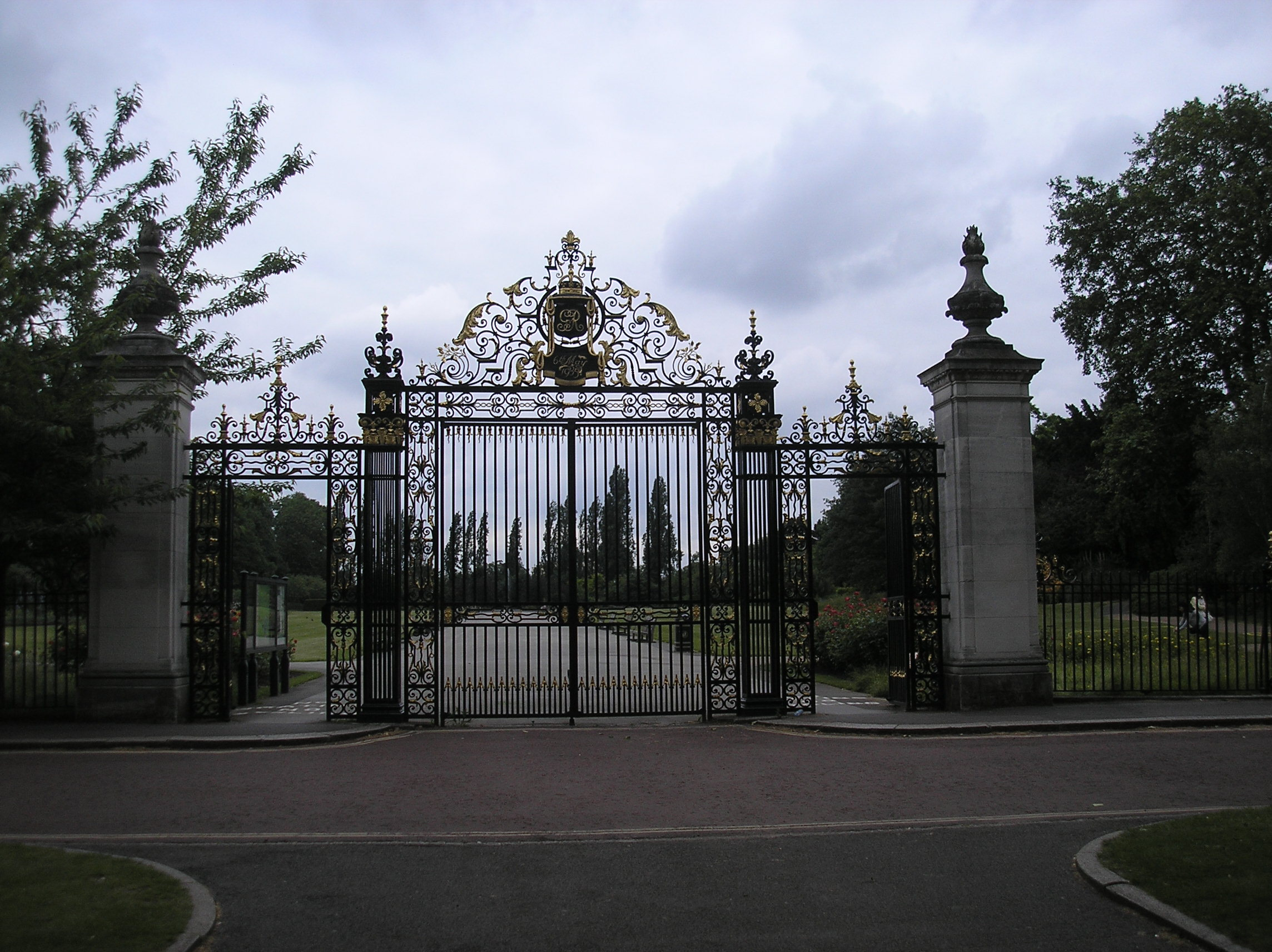

## ترابری

### ایستگاه‌های مترو نزدیک
- ایستگاه متروی ریجنتز پارک
- ایستگاه متروی خیابان بیکر
- ایستگاه متروی خیابان گریت پورتلند

### ایستگاه‌های راه‌آهن نزدیک
- ایستگاه راه‌آهن کمدن رود
- ایستگاه ماریلبون